# Cossypha
Genre
Cossypha est un genre de passereaux de la famille des Muscicapidae.

## Taxonomie
S'appuyant sur diverses études phylogéniques, le Congrès ornithologique international (classification version 4.1, 2014) transfère dans ce genre le Cossyphe des grottes (Cossypha ansorgei) jusque-là placé dans le genre monotypique Xenocopsychus.

### Liste des espèces
D'après la classification de référence (version 14.2, 2024) du Congrès ornithologique international (ordre phylogénique) :
- Cossypha albicapillus – Cossyphe à calotte blanche
- Cossypha heuglini – Cossyphe de Heuglin
- Cossypha dichroa – Cossyphe choriste
- Cossypha semirufa – Cossyphe de Rüppell
- Cossypha niveicapilla – Cossyphe à calotte neigeuse
- Cossypha natalensis – Cossyphe à calotte rousse
- Cossypha heinrichi – Cossyphe à tête blanche
- Cossypha cyanocampter – Cossyphe à ailes bleues